# 備中吳妹站
備中吳妹車站（日语：／ Bitchū-kurese eki */?）是井原鐵道井原線的車站，位於日本岡山縣倉敷市真備町尾崎井野1365-2。 

## 車站構造
此車站是堤上的高架車站（停留所），於神邊方向右側設置1面1線的側式月台。月台下近西北側為候車室，未設置自動售票機。無人站。

## 車站周邊
- 国道486号
- 小田川

## 歷史
- 1999年1月11日：設站。

## 相鄰車站
井原鐵道
井原線
吉備真備－備中吳妹－三谷